# 1997-es Giro d’Italia
Az 1997-es Giro d’Italia volt a 80. olasz kerékpáros körverseny. Május 17-én kezdődött és június 8-án ért véget. Végső győztes az olasz Ivan Gotti lett.

## Végeredmény
|    | Versenyző                        | Idő            |
| -- | -------------------------------- | -------------- |
| 1  | Ivan Gotti                       | 105 óra 20' 23 |
| 2  | Pavel Tonkov                     | + 1' 27        |
| 3  | Giuseppe Guerini                 | + 7' 40        |
| 4  | Nicola Miceli                    | + 12' 20       |
| 5  | Szerhij Honcsar                  | + 12' 44       |
| 6  | Wladimir Belli                   | + 12' 48       |
| 7  | Giuseppe Di Grande               | + 12' 54       |
| 8  | Marcos Antonio Serrano Rodríguez | + 16' 07       |
| 9  | Stefano Garzelli                 | + 18' 08       |
| 10 | José Luis Rubiera                | + 18' 56       |